# Alena Dylko
Alena Dylko également Elena Dylko (née le 14 septembre 1988 à Brest (Biélorussie), est une coureuse cycliste sur piste biélorusse.

## Palmarès sur piste
Palmarès sur piste 

### Jeux olympiques
- Londres 2012
  - 7e de la poursuite par équipes avec Aksana Papko et Tatsiana Sharakova

### Championnats du monde
- Apeldoorn 2011
  - 12e de la poursuite par équipes avec Aksana Papko et Tatsiana Sharakova
  - 13e de la poursuite individuel
- Melbourne 2012
  - 6e de la poursuite par équipes avec Aksana Papko et Tatsiana Sharakova
- Minsk 2013
  - 7e de la poursuite par équipes avec Aksana Papko et Tatsiana Sharakova
  - 14e de la course aux points

### Coupe du monde
- 2011-2012
  - 2e de la poursuite par équipes à Pékin avec Aksana Papko et Tatsiana Sharakova

### Championnats d'Europe
- Apeldoorn 2011
  -  Médaillée de bronze de la poursuite par équipes avec Aksana Papko et Tatsiana Sharakova
- Panevėžys 2012
  -  Médaillée de bronze de la poursuite par équipes avec Aksana Papko et Tatsiana Sharakova

### Championnats nationaux
- 2011
  -  Championne de Biélorussie de poursuite par équipes (avec Aksana Papko et Tatsiana Sharakova)
- 2012
  -  Championne de Biélorussie de poursuite par équipes (avec Aksana Papko et Tatsiana Sharakova)

## Palmarès sur route
Palmarès sur route 
- 2007
  - 2e du championnat de Biélorussie du contre-la-montre
- 2012
  - 2e du championnat de Biélorussie du contre-la-montre
- 2015
  - 3e du championnat de Biélorussie du contre-la-montre